# Định giá sai chuyển nhượng
Định giá sai chuyển nhượng, còn được gọi là thao túng giá chuyển nhượng hoặc định giá chuyển nhượng lừa đảo hoặc chuyển giá lừa đảo/ gian lận, đề cập đến giao dịch giữa các bên liên quan với giá nhằm thao túng thị trường hoặc để đánh lừa cơ quan thuế. Tính hợp pháp của quy trình này khác nhau giữa các khu vực có quyền tài phán thuế; hầu hết coi nó như một loại gian lận hoặc trốn thuế.
Nói chung, nếu hai bên độc lập, không liên quan đàm phán với nhau để giao dịch tài chính và cuối cùng đạt được giá, một giao dịch theo giá thị trường chính xác sẽ diễn ra. Theo nguyên tắc độ dài cánh tay, giá mà giao dịch xảy ra được ưu tiên cho mục đích thuế, vì nó là sự phản ánh công bằng giá trị của hàng hóa hoặc dịch vụ.
Tuy nhiên, khi các bên đàm phán giao dịch có liên quan, họ có thể đặt giá thấp hơn một cách giả tạo với ý định giảm thiểu thuế của họ. Vì những lợi ích về thuế này, việc định giá sai được đa số các doanh nghiệp lớn ưa chuộng.

## Ví dụ
Giả sử công ty A, một công ty đa quốc gia sản xuất một sản phẩm ở Châu Phi và bán nó ở Hoa Kỳ, xử lý sản phẩm của mình thông qua ba công ty con: X (ở Châu Phi), Y (ở một thiên đường thuế, thường là một trung tâm tài chính nước ngoài) và Z (ở Mỹ), mỗi công ty con này đều hành động theo hướng dẫn từ A. Công ty X bán sản phẩm của mình cho Công ty Y với giá thấp giả tạo, dẫn đến lợi nhuận thấp và thuế thấp cho Công ty X ở Châu Phi. Công ty Y sau đó bán sản phẩm cho Công ty Z với giá cao giả tạo, gần bằng giá bán lẻ mà Công ty Z sau đó bán sản phẩm cuối cùng ở Mỹ. Do đó, Công ty Z cũng ghi nhận lợi nhuận thấp và do đó, thuế thấp. Phần lớn lợi nhuận rõ ràng là do Công ty Y tạo ra, mặc dù nó hoạt động hoàn toàn như một người trung gian mà không thêm nhiều giá trị (nếu có) cho sản phẩm (có khả năng các sản phẩm không bao giờ đi qua quốc gia Y, mà được vận chuyển trực tiếp từ X đến Z). Bởi vì Công ty Y hoạt động trong một thiên đường thuế, nó trả rất ít thuế, dẫn đến tăng lợi nhuận cho công ty mẹ A. Cả hai khu vực có quyền tài phán với các công ty X và Z đều bị tước đoạt thu nhập thuế, mà chúng lẽ ra được hưởng nếu sản phẩm ở mỗi giai đoạn được giao dịch theo suất thị trường.
Trong ví dụ trước, không phải ngẫu nhiên mà quốc gia được chọn đến từ Châu Phi. Mặc dù lượng phân tích thực nghiệm về định giá chuyển nhượng là khá nhỏ, nhưng rõ ràng lượng định giá sai thương mại xảy ra trong xuất khẩu của châu Phi cao hơn so với thế giới phát triển, vì ở Châu Phi không có sự thực thi đầy đủ các hướng dẫn của OECD và nói chung là luật pháp nhiều kẽ hở, ít chặt chẽ.
Khoảng 60% bay vốn từ châu Phi là từ định giá chuyển nhượng không phù hợp. Bay vốn như vậy từ các nước đang phát triển được ước tính gấp mười lần quy mô viện trợ mà họ nhận được và gấp đôi nghĩa vụ trả nợ mà họ phải trả. Các báo cáo của Liên minh châu Phi ước tính khoảng 30% GDP của châu Phi hạ Sahara đã bị chuyển đến các thiên đường thuế. Một nhà phân tích thuế tin rằng nếu tiền được trả, phần lớn châu lục này sẽ trở thành "phát triển" ngay lập tức.
Một ví dụ khác là một số công ty sản xuất ô tô, có trụ sở chính tại Nhật Bản và công ty con ở Ấn Độ. Giả sử rằng các hoạt động ở Nhật Bản chịu thua lỗ trong khi công ty con ở Ấn Độ có lợi nhuận. Mặc dù công ty con Ấn Độ cho thấy lợi nhuận, do việc mua một bộ phận từ công ty mẹ Nhật Bản với giá cao không hợp lý, lợi nhuận của các hoạt động ở Ấn Độ sẽ giảm. Do đó, chi phí thuế của nó sẽ giảm, điều này rất tốt cho toàn bộ công ty. Tương tự, sự thua lỗ của công ty Nhật Bản giảm, vì nhận được khoản tiền bổ sung này cho thành phần từ công ty con Ấn Độ. Kết quả là công ty sản xuất ô tô, bao gồm trụ sở chính và công ty con, đã được hưởng lợi bằng cách trả ít thuế hơn.

## Kết nối với phát triển bất đối xứng hợp lý
Nhìn chung, có một số mối liên hệ giữa toàn cầu hóa và những lo ngại về sự phát triển không cân bằng, do thực tế là sự định giá sai chuyển nhượng cũng góp phần vào phát triển bất đối xứng hợp lý, theo Asongu: "nó đề cập đến các thực tiễn không công bằng của toàn cầu hóa được các quốc gia tiên tiến áp dụng để gây tổn hại và bần cùng hóa các nước kém phát triển".
Một ví dụ tự nhiên và khái quát khác về việc định giá sai, gây áp lực lên sự phát triển bất đối xứng hợp lý và thực tế là việc định giá ở các quốc gia thay đổi không chính xác được Stiglitz giải thích đầy ý nghĩa: "Một con bò châu Âu trung bình được trợ cấp 2 đô la một ngày; hơn một nửa số người ở các nước đang phát triển sống ít hơn thế. Có vẻ như là một con bò ở châu Âu thì tốt hơn là một người nghèo ở một quốc gia đang phát triển. Không có các khoản trợ cấp, sẽ không đáng để Hoa Kỳ sản xuất bông; còn với chúng, như chúng ta đã nhận thấy, Hoa Kỳ là nhà xuất khẩu bông lớn nhất thế giới".

## Ngăn ngừa định giá sai chuyển nhượng
Vấn đề giá cả mà hàng hóa và dịch vụ được bán giữa những người được kết nối được giải quyết theo Nguyên tắc của OECD theo các thỏa thuận quốc tế để tránh đánh thuế hai lần. Kể từ nửa sau thế kỷ 20, định giá sai chuyển nhượng đã bắt đầu trở thành một vấn đề lớn và do đó, OECD (Tổ chức Hợp tác và Phát triển Kinh tế) cần thống nhất các khung pháp lý để chống lại hiện tượng này một cách hiệu quả. Ngoài ra, do vấn đề này liên quan đến các nước khác nhau, nó chỉ có thể được giải quyết bằng sự hợp tác tỉ mỉ giữa các quốc gia, vì vậy các điều ước quốc tế cần phải được thực hiện để thiết lập các hướng dẫn điều chỉnh.
Liên quan đến chủ đề này, tháng 7 năm 2017 OECD đã xuất bản phiên bản hợp nhất mới của Các nguyên tắc OECD có tên là Các nguyên tắc định giá chuyển nhượng của OECD cho các Doanh nghiệp đa quốc gia và các Cơ quan quản lý thuế 2017, bao gồm hướng dẫn sửa đổi về các bến cảng an toàn được thông qua vào năm 2013, cũng như một số sửa đổi của Kế hoạch hành động BEPS. Cơ sở chính của Hướng dẫn OECD này là Nguyên tắc Độ dài Cánh tay, được định nghĩa trong Điều 9 của Công ước Thuế Mô hình OECD là "các điều kiện được tạo ra hoặc áp đặt giữa hai doanh nghiệp trong quan hệ thương mại hoặc tài chính của họ, khác với những gì có thể được tạo ra giữa các doanh nghiệp độc lập, khi đó, bất kỳ lợi nhuận nào, nếu không có các điều kiện đó lẽ ra đã được tích lũy cho một trong các doanh nghiệp, nhưng vì lý do của các điều kiện đó đã không được tích lũy, có thể được đưa vào lợi nhuận của doanh nghiệp đó và bị đánh thuế tương ứng."
Các chính phủ cũng đã nghĩ ra nhiều biện pháp để tránh lạm dụng định giá chuyển nhượng nhờ các ấn phẩm OECD này, trong đó nêu ra một số phương pháp có thể được sử dụng để đánh giá tính hợp pháp của một giao dịch nhất định. Chính xác có 5 phương pháp được sử dụng rộng rãi: Phương pháp Giá không kiểm soát có thể so sánh (CUP), Phương pháp giá bán lại (RPM), Phương pháp chi phí cộng (C+), Phương pháp phân chia lợi nhuận (PSM) và Phương pháp biên ròng giao dịch (TNMM). Phương pháp biên ròng giao dịch là phương pháp được sử dụng phổ biến nhất để xác minh tính chính xác của giá chuyển nhượng để đảm bảo rằng đó không phải là trường hợp định giá sai chuyển nhượng. Ưu điểm lớn của phương pháp này là tất cả thông tin cần thiết cho việc áp dụng phương pháp này đều có sẵn miễn phí từ tất cả các cơ sở dữ liệu công cộng và thương mại.
Các giải pháp bao gồm "báo cáo theo từng quốc gia" của công ty, trong đó các công ty tiết lộ các hoạt động ở mỗi quốc gia và do đó cấm sử dụng các thiên đường thuế nơi hoạt động kinh tế thực sự xảy ra. Tiến trình đang được thực hiện theo hướng này, như được ghi lại trên bản đồ. Trong khi định giá chuyển nhượng phù hợp của hàng hóa hữu hình có thể được thiết lập bằng cách so sánh với giá tính cho hàng hóa tương tự với các bên không liên quan thì định giá hàng hóa vô hình hay sản phẩm của những nỗ lực trí tuệ lại hiếm khi có tương đương có thể so sánh. Định giá chuyển nhượng khi đó phải được thiết lập dựa trên kỳ vọng về thu nhập trong tương lai. Định giá sai là đầy rẫy. Khadija Sharife và John Grobler, viết cho Tạp chí Chính sách Thế giới, tiết lộ tối thiểu 3,5 tỷ đô la trong định giá sai chuyển nhượng kim cương châu Phi từ Angola và Cộng hòa Dân chủ Congo, thông qua việc sử dụng định giá nội bộ công ty, công ty vỏ bọc và các thiên đường thuế, đáng chú ý là Dubai và Thụy Sĩ.
Ở Thụy Điển (một quốc gia có thuế cao), phổ biến vào năm 2005 - 2010 là có "vòng lặp lãi suất", trong đó các khoản vay hoặc đầu tư đơn giản được đặt giữa một công ty Thụy Điển và một công ty thiên đường thuế theo cả hai hướng, trong đó lãi suất bị định giá sai để tạo ra một khoản khấu trừ thuế ở Thụy Điển. Lỗ hổng này đã bị bịt lại vào năm 2013.